# Иссахар
Иссаха́р (др.-евр. יִשָּׂשכָר‬) — один из сыновей библейского патриарха Иакова и жены его Лии; родился в Месопотамии (Быт. 30:17, 18).

## Потомки Иссахара
По переселении Иакова в Египет от Иссахара произошло колено, которое по Исходе из Египта у Синая, состояло из 54400 способных к ношению оружия мужчин, а перед переходом через Иордан возросло до 64300 мужчин (Чис. 1:29; 26:25). При разделе завоеванного Ханаана колену Иссахара была отведена в удел северная его часть, в которую входила и плодородная Ездрилонская (Изреельская) долина. В последующей истории колено Иссахара не играло выдающейся роли. Позже эта территория входила в состав Галилеи.

## Образ в кино и на ТВ
- 2000 — Царь сновидений / Joseph: King of Dreams — м/ф, США. Роль Иссахара озвучил Джесс Харнелл[2][3].